# Francesco Rossi (militare 1865)
Francesco Rossi (Paganica, 4 dicembre 1865 – campagna di Cessalto, 9 novembre 1917) è stato un militare italiano, colonnello dell'arma di cavalleria, caduto sul Piave durante la prima guerra mondiale e decorato di medaglia d'oro al valor militare alla memoria.

## Biografia

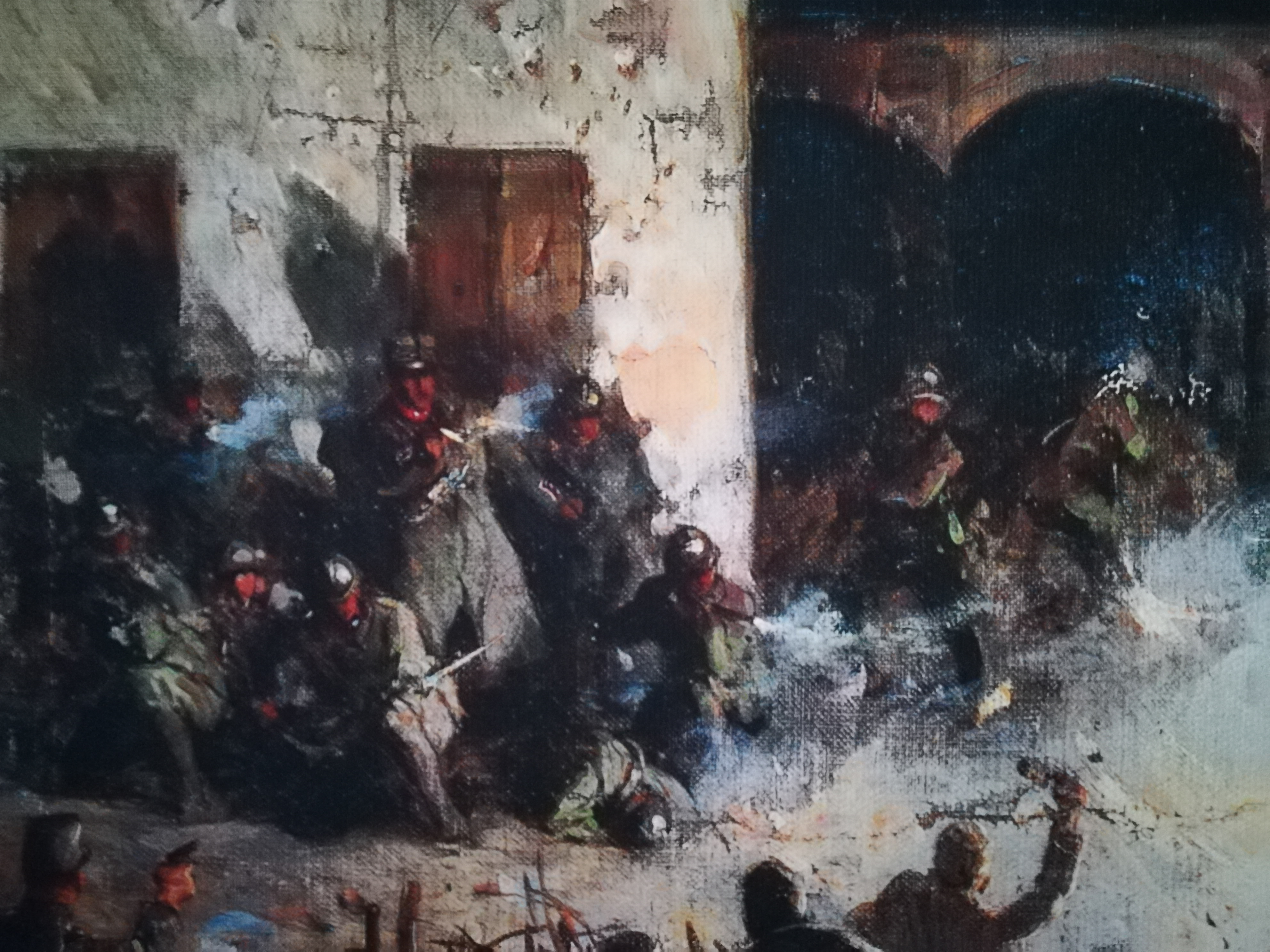
Particolare raffigurante il sacrificio del Col. Francesco Rossi, 43º Comandante di "Piemonte Reale" nel combattimento di Madonna di Campagna (Cessalto -TV) dell'8-9 novembre 1917. Dal quadro di Achille Beltrame conservato presso il Reggimento Piemonte Cavalleria

Militare di carriera, si arruolò volontario nell'Esercito come sottoufficiale nel 1883, e già l'anno successivo fu assegnato ad un reparto di cavalleria, il Reggimento Genova.
All'inizio della guerra nel 1915, ormai maggiore, passò al Reggimento Udine, inquadrato nella III Armata comandata dal Duca d'Aosta.  Nel 1916, dopo la battaglia di Gorizia, fu decorato una prima volta con la medaglia d'argento al valor militare.
Il 22 luglio dell'anno seguente divenne, con il grado di tenente colonnello, il 43º Comandante del Reggimento "Piemonte Reale Cavalleria".  Il reparto, una delle eccellenze della cavalleria italiana, era inquadrato nel XIII Corpo d'Armata, al comando del generale Sani.
Durante la prima battaglia del Piave, nella ritirata seguita alla battaglia di Caporetto Rossi, nel frattempo nominato colonnello, assunse il comando della retroguardia del Corpo d'Armata per proteggerne il ripiegamento verso il Tagliamento, che si concluse il 1º novembre.  Mentre la ritirata proseguiva verso il Piave, il Comandante con i suoi cavalieri fu circondato da forze nemiche dotate di armi leggere a Cessalto (TV), nella frazione di S. Maria (o Madonna) di Campagna, nella notte tra l'8 ed il 9 novembre. Rifiutata la resa offerta dal nemico, il colonnello Rossi fu gravemente ferito nello scontro a fuoco e morì il giorno successivo. Per questo fu insignito, il 16 agosto 1918, della medaglia d'oro al valor militare alla memoria.
La salma, traslata nel 1924 a Paganica, fu tumulata definitivamente il 18 giugno del 1939 nella roccia presso il Santuario della Madonna d'Appari, vicino a L'Aquila.
Gli sono state dedicate caserme a L'Aquila (ospita attualmente il 9º Reggimento Alpini) ed a Merano.